# No Idea Records
La No Idea Records è un'etichetta indipendente con sede a Gainesville, in Florida, che produce dischi in vinile e compact disc. Il suo fondatore, Var Theline, iniziò l'attività collaborando con Ken Coffelt ed alcuni
suoi amici; nel 1985 avviarono una fanzine alla quale, non avendo idea di come chiamarla, diedero semplicemente il nome di No Idea. In occasione del sesto numero della fanzine nel 1988, venne deciso di allegare anche un 45 giri della band locale Doldrums; rendendosi conto che l'idea funzionava, con le pubblicazioni successive continuarono a distribuire nuovi dischi relativi a band come i Crimpshrine, Radon e Jawbreaker. Nel 1994 venne pubblicato il primo CD di una band chiamata Spoke; Thelin a questo punto decise di continuare l'attività anche come etichetta.
Nel corso degli anni la No Idea Records è diventata un vero e proprio punto di riferimento per la scena punk di Gainesville, sviluppando un suo peculiare stile, denominato anche beard punk.

## Artisti pubblicati
- Acrid
- Against Me!
- Ampere
- Annalise
- Anthem Eighty Eight
- Armalite
- Army of Ponch
- Assholeparade
- Astrid Oto
- Atom & His Package
- Billy Reese Peters
- Bitchin'
- Blacktop Cadence
- Burnman
- Chuck Ragan
- Clairmel
- Cleveland Bound Death Sentence
- Coalesce
- Colbom
- Combatwoundedveteran
- Crass
- Crucible
- Deadsure
- Dear Landlord
- Defiance (Ohio)
- Dillinger Four
- The Draft
- Elmer
- The Ergs!
- Fay Wray
- Fifth Hour Hero
- Fiya
- Floodgate
- Floor
- Four Letter Word
- Fracture
- Ghost Mice
- Glass and Ashes
- Grabass Charlestons
- Gunmoll
- Gus
- The Holy Mountain
- Hot Water Music
- I Hate Myself

- Jawbreaker
- J Church
- Jud Jud
- Latterman
- Left For Dead
- Less Than Jake
- Me First and the Gimme Gimmes
- Moonraker
- New Mexican Disaster Squad
- New Wave Blasphemy
- No Choice
- North Lincoln
- Off with Their Heads
- Onion Flavored Rings
- Palatka
- Panthro U.K. United 13
- Planes Mistaken for Stars
- Pung
- Radon
- Rehasher
- Riverboat Gamblers
- Ruination
- Rumbleseat
- Samiam
- Scouts Honor
- Small Brown Bike
- Sparkmarker
- Spoke
- Strikeforce Diablo
- The Swarm
- This Bike Is A Pipe Bomb
- This Is My Fist!
- Tired From Now On
- Tomorrow
- The 'Tone
- Trapdoor Fucking Exit
- True North
- Twelve Hour Turn
- Unitas
- Usuals
- Western Addiction
- Whiskey & Co
- Young Livers

## Compilation
- Back To Donut!
- Bread: The Edible Napkin
- Down In Front
- Read Army Faction
- No Idea 100: Redefiling Music
- Tour Diary
- Sight And Sound: The History Of The Future
- The Shape Of Flakes To Come